# Labatie-d’Andaure
Labatie-d’Andaure – miejscowość i gmina we Francji, w regionie Owernia-Rodan-Alpy, w departamencie Ardèche.
Według danych na rok 1990 gminę zamieszkiwały 203 osoby, a gęstość zaludnienia wynosiła 20 osób/km² (wśród 2880 gmin regionu Rodan-Alpy Labatie-d’Andaure plasuje się na 1424. miejscu pod względem liczby ludności, natomiast pod względem powierzchni na miejscu 1110.).